# Vanpool
Vanpool, Inc. is een Japanse ontwikkelaar van computerspellen, muziek, software en speelgoed. Het bedrijf werd in 1999 door Taro Kudo opgericht in Tokio. Kudo werkt in het bedrijf samen met Kazuyuki Kurashima, waarmee hij ook samenwerkte bij de onafhankelijke spelontwikkelaar Love-de-Lic.

## Ontwikkelde spellen
- Endonesia (2001 - PlayStation 2)
- Coloball 2002 (2002 - PlayStation 2)
- Mario & Luigi: Superstar Saga (2003 - Game Boy Advance)[4] (Mini-Games)
- I am a Fish (2007 - Mobiele telefoon)
- Let's Yoga (2007 - Nintendo DS)
- Let's Pilates (2007 - Nintendo DS)
- Freshly-Picked Tingle's Rosy Rupeeland (2006 - Nintendo DS)
- Magician's Quest: Mysterious Times (2008 - Nintendo DS) (Muziek)
- 3°C (2009 - Wii (WiiWare)) (Geluidsclips)
- Dekisugi Tingle Pack (2009 - Nintendo DS (DSiWare))
- Irozuki Tincle no Koi no Balloon Trip (2009 - Nintendo DS)
- Little King's Story (2009 - Wii) (Geluid en stemopnames)
- Wii Play: Motion (2011 - Wii) (Wind Runner Mini-game)
- Dillon's Rolling Western (2012 - Nintendo 3DS)
- Paper Mario: Sticker Star (2012 - Nintendo 3DS) (ontwikkeld in samenwerking met Intelligent Systems)
- Dillon's Rolling Western: The Last Ranger (2013 - Nintendo 3DS)
- Chibi-Robo! Zip Lash (2015 - Nintendo 3DS) (ontwikkeld in samenwerking met Skip  Ltd.)